# Spiniphora genitalis
Spiniphora genitalis är en tvåvingeart som beskrevs av Schmitz 1940. Spiniphora genitalis ingår i släktet Spiniphora och familjen puckelflugor. Inga underarter finns listade i Catalogue of Life.